# The Groundhogs
The Groundhogs je britská rocková skupina, založená koncem roku 1963. Prapočátky skupina sahají do roku 1962, kdy bratři Pete a John Cruickshankové založili skupinu The Dollar Bills. Ve stejný rok se do skupiny připojil Tony McPhee. Skupina se koncem roku 1963 přejmenovala podle písně „Groundhog's Blues“ John Lee Hookera. Skupinou prošlo mnoho dalších členů, v současné době zde z původní sestavy hraje pouze McPhee.

## Členové
Současní
- Tony McPhee – kytary, zpěv (1963-1974, 1975-1976, 1982-2004, 2007-dosud)
- Dave Anderson – baskytara (1987-1988, 2001-2003, 2007-dosud)
- Joanna Deacon – zpěv (2001-2003, 2011-dosud)
- Carl Stokes – bicí (2011-dosud)

Dřívější
- Peter Cruickshank – baskytara (1963-1974, 2003-2004)
- Dave Boorman – bicí (1963-1965)
- Bob Hall – klávesy (1963-1965)
- John Cruickshank – harmonika, zpěv (1963-1964)
- Ken Pustelnik – bicí (1965-1972, 2003-2004)
- Tom Parker – klávesy (1965)
- Steve Rye – harmonika (1969; zemřel)
- Clive Brooks – bicí (1972-1974)
- Dave Thompson – baskytara (1972)
- Martin Kent – baskytara (1976)
- Mick Cook – bicí (1976; zemřel)
- Dave Wellbelove – kytara (1976)
- Rick Adams – kytara (1976)
- Alan Fish – baskytara (1982-1994)
- „Mighty“ Joe Young – kytara (1982)
- Wilgur Campbell – bicí (1982-1983; zemřel)
- Mick Kirkton – bicí (1984-1989)
- Mick Jones – bicí (1989-1994, 2000-2003, 2009-2011)
- Jon Camp – baskytara (1989, 2001)
- Eric Chipulina – baskytara, kytara (1994-1996, 1996-2000)
- Pete Correa – bicí (1994-1996, 1996-2000)
- Pete Chymon – baskytara (1996)
- Dale Iviss – bicí (1996)
- Brian Jones – baskytara (2000-2001)
- Marco Anderson – bicí (2007-2009)

### The Groundhogs Rhythm Section
Současní
- Peter Cruickshank – baskytara (2004-dosud)
- Ken Pustelnik – bicí (2004-dosud)
- Bob Bowles – kytara, zpěv (2011-dosud)
- Jon Buckett – kytara, klávesy, zpěv (2011-dosud)

Dřívější
- Chas Depaolo – kytara, zpěv (2004-2006)
- Dave Weld – kytara, zpěv (2004-2006)
- Eddie Martin – kytara, zpěv (2006-2011)

## Diskografie

### Alba
The Groundhogs
- Scratching the Surface (1968)
- The Groundhogs with John Lee Hooker and John Mayall (1968) – s John Lee Hookerem a Johnem Mayallem
- Blues Obituary (1969)
- Thank Christ for the Bomb (1970)
- Split (1971)
- Who Will Save the World? The Mighty Groundhogs (1972)
- Hogwash (1972)
- Solid (1974)
- Crosscut Saw (1976)
- Black Diamond (1976)
- Hoggin' the Stage (1984) – koncertní album
- Razor's Edge (1985)
- Moving Fast, Standing Still (1986)
- Back Against the Wall (1987)
- Extremely Live (1988)
- Hogs on the Road (1988) – koncertní album
- Groundhog Night... Groundhog Live (1993) – koncertní album
- Who Said Cherry Red (1996)
- Live at Leeds 71 (1998) – koncertní album
- Hogs in Wolf's Clothing (1998)
- The Muddy Waters Song Book (1999)
- UK Tour '76 (1999) – koncertní album
- Live at the Astoria (2001) – koncertní album
- Live at the New York Club, Switzerland 1991 (2007) – koncertní album

Tony McPhee and the Groundhogs
- No Surrender (1989) – koncertní album

Tony McPhee (sólová alba)
- The Two Sides Of T.S. McPhee (1973)
- Foolish Pride (1993)
- Bleaching the Blues (1997)